# Igreja de Nossa Senhora da Apresentação
A Paróquia Nossa Senhora da Apresentação é uma tradicional Igreja Católica com 411 anos de existência, considerada a mais antiga do estado do Rio de Janeiro.
Localizada na Praça Nossa Senhora da Apresentação no bairro de Irajá, destaca-se pelo seu estilo barroco primitivo.

## História
Diretamente ligada à fundação do bairro de Irajá na Zona Norte, teve origem em 1613, quando Gaspar da Costa ergueu a Capela Barroca de Irajá. A construção iniciada em 1596 foi custeada pela comunidade.
O filho de Gaspar, em 30 de dezembro de 1644, instituiu a Paróquia Nossa Senhora da Apresentação de Irajá, e também foi seu primeiro vigário. A paróquia veio a se tornar a Igreja Matriz do bairro, confirmada por alvará de D. João IV em 10 de fevereiro de 1647.
A igreja Nossa Senhora da Apresentação em Irajá é a igreja mais antiga da cidade. Bem verdade que existiram duas igrejas antes dela (a igreja da Candelária - que foi demolida em 1811 para ser reconstruída, e uma outra igreja, perdida com a derrubada do morro do Castelo. Logo, é a igreja mais antiga da cidade. Em segundo lugar, fica o Convento de Santo Antônio, no Largo da Carioca, inaugurado em 1620.
A data de 1613 está gravada no portal de granito da porta de entrada do templo.
Conta-se que D. Pedro II, quando se dirigia ao Palácio Imperial de Petrópolis, fazia seu cortejo passar na Igreja de Nossa Senhora da Apresentação para suas orações. A rainha D. Tereza Cristina, esposa de D. Pedro II, doou à Igreja uma cômoda de três peças para guardar paramentos e três bancos que pertenciam a Capela Real.
Apesar das reformas, a igreja ainda mantém relíquias, como o altar-mor, o sacrário e a pia batismal, assim como a imagem de Nossa Senhora da Apresentação, feita em madeira.
Sob o altar, encontram-se enterrados alguns benfeitores, como Honório Gurgel, político e proprietário de terras.
Até 1993, onde atualmente existe um jardim e um ossuário, havia o cemitério da irmandade, em que não havia sepultamento desde a década de 1940.
Os sinos atuais, foram construídos a partir das peças do antigo, inaugurado pelo pároco Jan Kaleta em 8 de novembro de 1989, com a presença do cardeal na época, Dom Eugênio Sales.
Foi tombada por um decreto do então prefeito da cidade do Rio de Janeiro César Maia no dia 28 de janeiro de 1994.

## Características

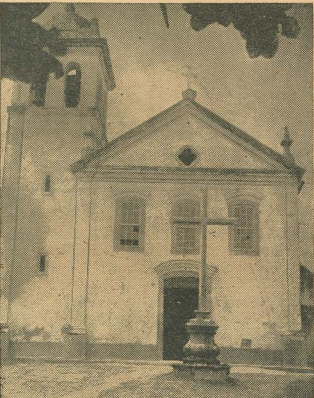
Frente, cerca de 1946. Observe que há um crucifixo em frente à Igreja que já não está mais lá.

Uma de suas peças mais antigas é a porta principal do século XVII com quase quatro metros de altura e dois metros de largura, localizada na fachada.
Também na fachada, nas janelas do coro onde está gravado a data de 1613, encontram-se três vitrais, entre eles, uma da Sagrada Família e outra de Sant'Ana. Mais acima, outro vitral, o Óculo com Cruz, que contém um ícone de Cruz Grega com raios de luz.
No interior da igreja, no batistério, há uma pia batismal de mármore datada do século XVIII.
Em seu átrio, debaixo do coro, há três pinturas de Sebastião Andrade do ano de 1965: uma da Sagrada Família em seu cotidiano, outra de São José ensinando o ofício a Jesus e uma de Nossa Senhora do Desterro.
O forro do coro e da nave contém pinturas do século XX  de passagens da Bíblia como a do Profeta Daniel, Profeta Ezequiel e Profeta Jeremias e de santos como São Bernardo de Claraval e Santa Cecília.

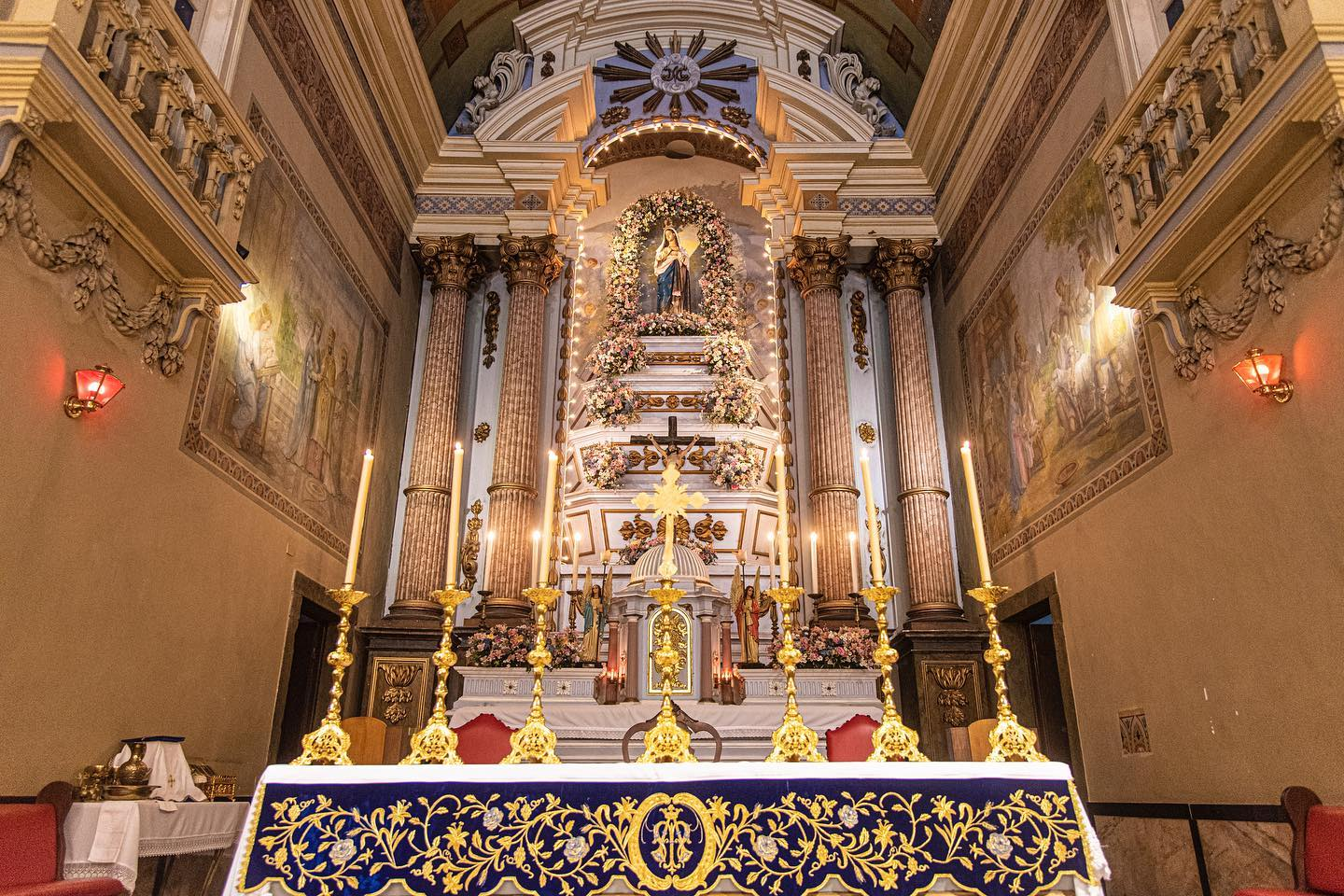
Presbitério da Igreja

A nave da paróquia é circundada por dezenove medalhões, cada um medindo 1,5 metro de altura e largura, contendo pinturas distintas
Já na capela-mor há pinturas do relato do Nascimento de Nossa Senhora, do casamento de Nossa Senhora e São José e a visita de Isabel a Maria. Todas também do século XX.
No retábulo-mor há uma imagem do século XIX de provável procedência portuguesa de Nossa Senhora da Apresentação.
A paróquia é responsável por uma capela dedicada à Nossa Senhora das Graças presente na comunidade Vila São Jorge, mais conhecida como Para Pedro, no bairro de Colégio.